# Pietro Caronelli
Pietro Caronelli (Conegliano, 1736 – Conegliano, 1801) è stato un giurista e agronomo italiano.
Dottore di diritto, fu in realtà un personaggio molto versatile, i cui interessi vertevano sulle lettere, la filosofia e l'economia. 
La maggior fama gli venne però dalle scienze agrarie: viene ricordato per aver introdotto nuove tecniche nei suoi possedimenti e fu inoltre tra i primi a proporre l'istituzione di una scuola enologica a Conegliano. I suoi meriti in quest'ambito gli valsero la nomina a conte dal senato veneziano.
Gli è stata intitolata una via della città di Conegliano.